# All India Amateur Championship
Het All India Amateur Kampioenschap is een golfkampioenschap dat opgericht werd in 1892 ter viering van het  50-jarig bestaan van de Calcutta Golf Club. Na het Brits Open is dit het oudste nationale golftoernooi ter wereld, het US Open startte in 1895. 

## Heren
Het was het eerste nationale toernooi van India. Winnaar was JF Macniar met een score van 288. 
Het toernooi was een strokeplay-toernooi totdat het in 1899 een matchplay-toernooi werd met strokeplay voorrondes. De eerste winnaars hadden de Britse nationaliteit, pas in 1949 won Mohinder Bal uit India, direct in 1950 gevolgd door IS Malik (1902) die al drie keer finalist was geweest. Zijn zoon Ashok Malik won het All-Indian later vijf keer. In 1950 was de finale voor het eerst tussen twee spelers uit India.
Vanaf 1902 werd het Amateur enkele jaren gespeeld op de Tollygunge Club, aangezien de club bezig was met het aanleggen van een nieuwe baan, waarvan de eerste negen holes in 1910 werden geopend. Tijdens de oorlog werd het toernooi niet gespeeld, vanaf 1919 werd het toernooi beurtelings gespeeld op de Royal Calcutta en Tollygunge. Sinds 1936 is het weer jaarlijks op Royal Calcutta.
In 1956 was de eerste finale tussen twee spelers uit India. Raj Kumar Pitambar verloor van Ashok Malik, maar won het toernooi later twee keer.

#### Winnaars Strokeplay (1892-1899)
- 1892:  JF Macniar

#### Winnaars Matchplay
| - 1899: GM Heriot - 1928: E.J. Watts - 1929: E.J. Watts - 1930: E.J. Watts | - 1949: Mohinder Bal - 1950: IS Malik - 1956: Ashok Malik (zoon van IS Malik) - 1959: Prem Gopal Sethi - 1960: Ashok Malik - 1961: Prem Gopal Sethi - 1962: Prem Gopal Sethi - 1963: Ashok Malik - 1966: Raj Kumar Pitambar - 1967: Ashok Malik - 1968: Vikramjit Singh - 1969: Ashok Malik - 1970: Prem Gopal Sethi | - 1971: Vikramjit Singh - 1972: Prem Gopal Sethi - 1973: Raj Kumar Pitambar - 1974: Vikramjit Singh - 1977: Vikramjit Singh - 1979: Vikramjit Singh - 2006: Senapaa Chikkarangappa - 2007: - 2008: - 2009: Saurabh Bahuguna - 2010: Senapaa Chikkarangappa - 2011: Senapaa Chikkarangappa - 2012: Angad Cheema (1990) |

De winnaar kreeg in 2009 voor het eerst punten voor de WAGR. In 2009 waren dat 18 punten, in 2010 37 punten, in 2011 64 punten en in 2012 91 punten. Het aanzien van het toernooi is dus sterk gegroeid.

## Dames
In 1906 werd de All-India strokeplay en matchplay voor dames gelanceerd, ook op de Calcutta Golf Club. Het strokeplay-kampioenschap werd jaarlijks gespeeld behalve in 1918 en van 1950-1960. Het matchplay-kampioenschap werd jaarlijks gespeeld behalve van 1916-1918 en van 1939-1944.

#### Winnaressen strokeplay
- 1906: L. Walker

#### Winnaressen matchplay
- 1906: ??